# Martin Fenski
Martin Fenski (* 19. April 1959 in Berlin) ist ein deutscher Jurist. Er ist seit März 2022 Präsident des Landesarbeitsgerichts Berlin-Brandenburg.

## Leben und Wirken
Fenski machte 1977 sein Abitur in Berlin und war zunächst bis 1978 bei der Theatergemeinde e. V. Berlin angestellt. Von 1978 bis 1983 studierte er Rechtswissenschaften an der Freien Universität (FU) Berlin. Während des Referendariats von 1983 bis 1986 war Fenski als Wissenschaftlicher Mitarbeiter an der FU Berlin tätig. Nach Abschluss seiner juristischen Ausbildung war er von 1986 bis 1987 zunächst als Rechtsanwalt beschäftigt, bevor er 1987 an das Arbeitsgericht Berlin wechselte. 1988 promovierte Fenski zu dem Thema „Beteiligungsrechte des Betriebsrats bei der Sozialauswahl“. Von 1990 bis 1993 war er als wissenschaftlicher Mitarbeiter an das Bundesarbeitsgericht abgeordnet. Im Jahr 1999 wurde er zum Vorsitzenden Richter am Landesarbeitsgericht Berlin und im Jahr 2013 zum Vizepräsidenten des Landesarbeitsgerichts Berlin-Brandenburg ernannt. Am 1. März 2022 erfolgte seine Ernennung zum Präsidenten des Landesarbeitsgerichts Berlin-Brandenburg.